# Geodromus dumolinii
Geodromus dumolinii is een keversoort uit de familie van de loopkevers (Carabidae). De wetenschappelijke naam van de soort werd in 1829 gepubliceerd door Pierre Dejean. De soort is de typesoort van het geslacht Geodromus.